# Rowan Joffé
Rowan Mark Joffé (1972) è uno sceneggiatore, produttore cinematografico e regista britannico.

## Biografia
Figlio del regista Roland Joffé e dell'attrice Jane Lapotaire, ha iniziato a scrivere sceneggiature sin dai tempi dell'università.
Collabora con il regista polacco Paweł Pawlikowski alla sceneggiatura di Last Resort che nel 2000 vince all'Edinburgh International Film Festival nella categoria Best New British Feature Film, riconoscimento bissato l'anno successivo con Gas Attack di Kenny Glenaan. Nel 2003 sceneggia Turkish Delight (primo episodio della serie tv britannica The Afternoon Play) che vince il Royal television Society's Best Drama Award.
Nel 2010 dirige il suo primo lungometraggio Brighton Rock, adattamento del romanzo di Graham Greene La roccia di Brighton, di cui scrive anche la sceneggiatura. Nel 2014 è regista e sceneggiatore di Before I Go to Sleep, con Nicole Kidman e Colin Firth.
Nel 2017 è il creatore della serie TV Tin Star.

## Filmografia

### Regista

#### Cinema
- Brighton Rock (2010)
- Before I Go to Sleep (2014)

#### Televisione
- Secret Life - film TV (2007)
- The Shooting of Thomas Hurndall - film TV (2008)
- Tin Star - serie TV (2017-in corso)

### Sceneggiatore

#### Cinema
- Last Resort (2000)
- 28 settimane dopo (28 Weeks Later) (2007)
- The American (2010)
- La ballata di un piccolo giocatore (The Ballad of a Small Player) (2025)

#### Televisione
- Gas Attack (2001)
- The Afternoon Play - serie TV, 1 episodio (2003)